# Гулмул
Гулмул (Helmul, Hulmul, Humli, Hermana (Prince) of the Goths, Hulmul von Gautoz, Father of the Goths) — легендарний правитель готів. Народився близько 60 р. в Готікскандзі (сучасне Помор'я, Польща). Помер близько 105 року.
Правитель-конунг роду Амалів. Дани вважали його «Батьком данів».
Син Гапта.
Батько Авгіса